# Aspiduchus borinquen
La Aspiduchus borinquen es una especie de insecto blatodeo de la familia Blaberidae. Comparte con el resto de los miembros de la familia Blaberidae uno de los mayores tamaños entre las cucarachas.

## Distribución geográfica
Se la puede encontrar en Puerto Rico.

## Otras denominaciones
La Aspiduchus borinquen también ha sido identificada como:
- Aspiduchus deplanatus Rehn & Hebard, 1927. Pese a la coincidencia del nombre, este sinónimo de la Aspiduchus borinquen es una especie distinta de la Aspiduchus deplanatus identificada por Saussure en 1864.